# 1669 en arts plastiques
| Années des arts plastiques : 1666 - 1667 - 1668 - 1669 - 1670 - 1671 - 1672    |
| Décennies des arts plastiques : 1630 - 1640 - 1650 - 1660 - 1670 - 1680 - 1690 |

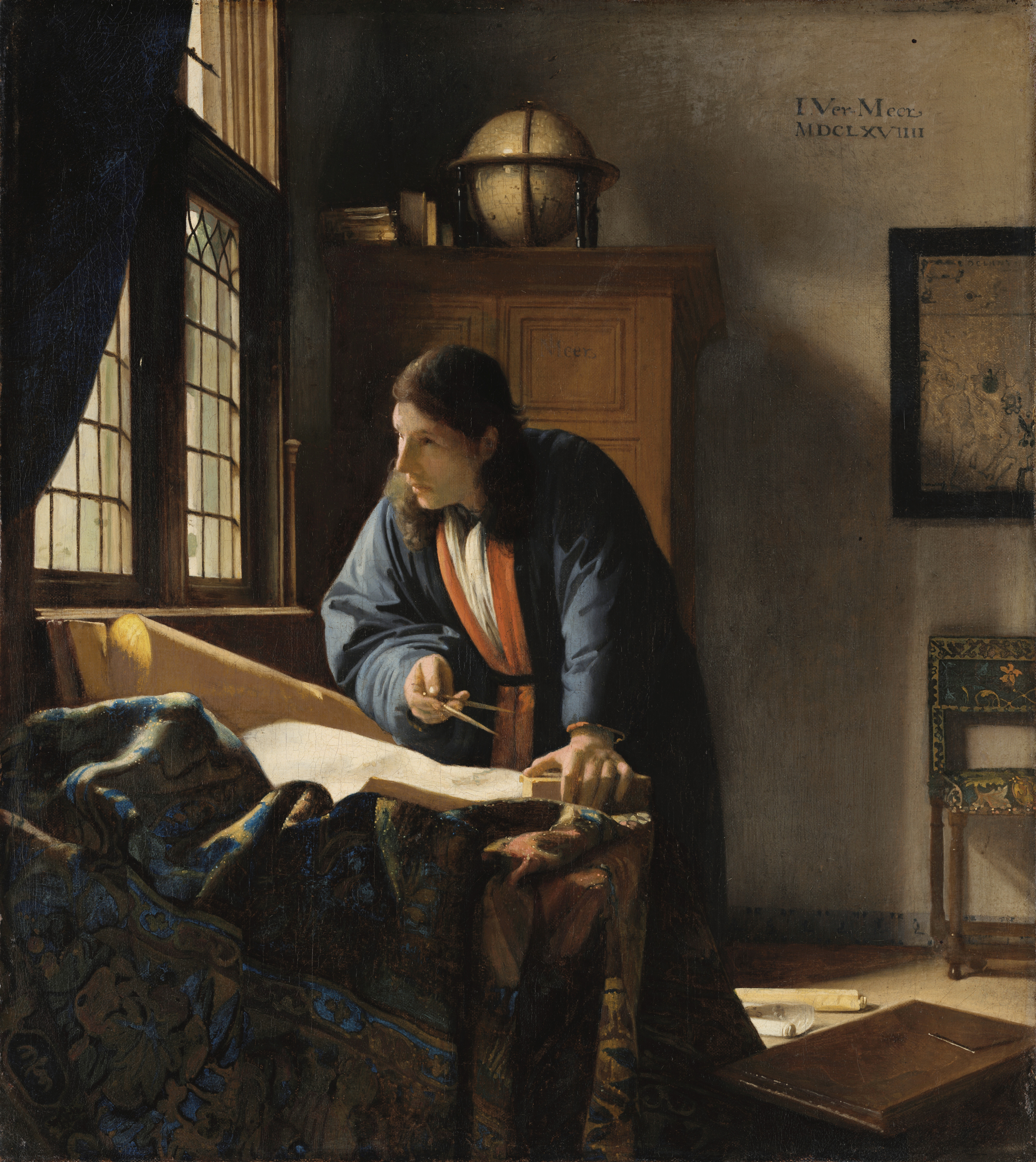
Le Géographe, toile de Johannes Vermeer.

Cette page concerne l'année 1669 en arts plastiques.

## Œuvres
- Autoportrait à l'âge de 63 ans, tableau de Rembrandt,
- Le Géographe, tableau de Vermeer.

## Naissances
- 17 septembre : Pierre Dulin, peintre français († 28 janvier 1748),
- 8 novembre : Matteo Bonechi, peintre italien († 27 février 1756),
- ? :
  - Giovanni Antonio Capello, peintre baroque italien († 1741),
  - Antonio Filocamo, peintre baroque italien († 1743).
  - Angelo Trevisani, peintre italien de la fin de la période baroque de l'école vénitienne († après 1753).

## Décès
- 31 janvier : Dirck van der Lisse, peintre et homme politique néerlandais (° 6 août 1607),
- 3 avril : Noël Quillerier, peintre français (° 1594),
- 10 août : Paulus Bor, peintre néerlandais (° vers 1601),
- 18 octobre : Abraham Willaerts, peintre de marine néerlandais (° vers 1603),
- 1er novembre : Martinus Saagmolen, peintre d'histoire néerlandais (° vers 1620),
- ? :
  - Pier Martire Armani, peintre baroque italien (° 1613),
  - Juan Antonio de Frías y Escalante, peintre espagnol (° 1633),
  - Gillis Gillisz. de Bergh, peintre néerlandais (° vers 1600).